# Halil İnalcık
Halil İnalcık (ur. 26 maja 1916, zm. 25 lipca 2016) – turecki pisarz i historyk, badacz dziejów Osmanów.

## Życiorys
Urodził się w Stambule w rodzinie Tatarów krymskich, którzy przybyli do Konstantynopola w 1905. Absolwent historii Uniwersytetu w Ankarze. Doktorat w 1943 tamże. Wykładał w wielu uczelniach w Stanach Zjednoczonych jako profesor wizytujący. W 1994 wrócił do Turcji i od tego czasu wykładał na Uniwersytecie Bilkent (Ankara). Był jednym z najwybitniejszych znawców Turcji Osmańskiej.

## Wybrane publikacje
- po angielsku:
  - The Policy of Mehmed II toward the Greek Population of Istanbul and the Byzantine Buildings of the City (1968)
  - Capital Formation in the Ottoman Empire (1969), The Journal of Economic History, Vol. 29, No. 1, The Tasks of Economic History, pp. 97–140.
  - Ottoman Policy and Administration in Cyprus after the Conquest (1969)
  - History of the Ottoman Empire Classical Age / 1300–1600 (1973)
  - The Ottoman Empire: Conquest, Organization and Economy (1978)
  - Studies in Ottoman Social and Economic History (1985)
  - The Middle East and the Balkans under the Ottoman Empire: Essays on Economy and Society (1993)
  - An Economic and Social History of the Ottoman Empire, 1300–1914 (with Donald Quataert, 1994)
  - From Empire to Republic: Essays on Ottoman and Turkish Social History (1995)
  - Sources and Studies on the Ottoman Black Sea: The Customs Register of Caffa 1487–1490 (1996)
  - Essays in Ottoman History (1998)

- po turecku:
  - Makaleler 1: Doğu Batı, Doğu Batı Yayınları 2005
  - Fatih devri üzerinde tetkikler ve vesikalar Ankara, 1954
  - Osmanlı'da Devlet, Hukuk, Adalet, Eren Yayıncılık 2000
  - Osmanlı İmparatorluğu'nun Ekonomik ve Sosyal Tarihi Cilt 1 /1300-1600, Eren Yayıncılık, Prof. Dr. Donald Quataert ile 2001
  - Osmanlı İmparatorluğu'nun Ekonomik ve Sosyal Tarihi Cilt 2 / 1600-1914, Eren Yayıncılık 2004
  - Osmanlı İmparatorluğu - Toplum ve Ekonomi, Eren Yayıncılık
  - Osmanlı İmparatorluğu Klasik Çağ (1300-1600), Yapı Kredi Yayınları 2003
  - Tanzimat ve Bulgar Meselesi Eren Yayıncılık
  - ABD Tarihi, Allan Nevins/Henry Steele Commager (çeviri) Doğu Batı Yayınları 2005
  - Şair ve Patron, Doğu Batı Yayınları 2003
  - Balkanlar (Prof. Dr. Erol Manisalı ile)
  - Atatürk ve Demokratik Türkiye, Kırmızı Yayınınları (1.Baskı: Temmuz 2007 - 2.Baskı: Aralık 2007)
  - Devlet-i Aliyye (1.Baskı: 2009)
  - Kuruluş - Osmanlı Tarihini Yeniden Yazmak
  - Tanzimat, Değişim Sürecinde Osmanlı İmparatorluğu (Mehmet Seyitdanlıoğlu ile birlikte) İş Bankası Kültür Yayınları 2011.
  - OSMANLILAR, Fütühat ve Avrupa İle İlişkiler
  - Has-Bağçede 'Ayş u Tarab - Nedimler Şairler Mutripler, İş Bankası Kültür Yayınları (2011)
  - Kuruluş ve İmparatorluk Sürecinde Osmanlı
  - Osmanlılar (2010)
  - Kuruluş ve İmparatorluk Sürecinde Osmanlı (2011)
  - Rönesans Avrupası Türkiye'nin Batı Medeniyetiyle Özdeşleşme Süreci, İş Bankası Kültür Yayınları (2011)
  - Osmanlı ve Modern Türkiye, Timaş Yayınları (2013)
  - Devlet-i 'Aliyye: Tagayyür ve Fesad, Osmanlı İmparatorluğu Üzerine Araştırmalar II, İş Bankası Kültür Yayınları (2014)

## Publikacje w języku polskim
- Imperium osmańskie. Epoka klasyczna 1300-1600, przeł. Justyn Hunia, Kraków: Wydawnictwo Uniwersytetu Jagiellońskiego 2006.
- Dzieje gospodarcze i społeczne imperium osmańskiego 1300-1914, red. Halil Inalcik, Donald Quataert, przeł. Justyn Hunia, Kraków: Wydawnictwo Uniwersytetu Jagiellońskiego 2008[2].